# اريك ميلر (لاعب كرة قدم)
اريك ميلر (بالإنجليزية: Eric Miller) هو لاعب كرة قدم أيرلندي، ولد في 23 سبتمبر 1975 في دبلن في جمهورية أيرلندا. لعب مع ليستر تايغرز.

## وصلات خارجية
- اريك ميلر على موقع دوري الرغبي الممتاز (الإنجليزية)
- اريك ميلر عل موقع إسبنسكروم (الإنجليزية)
- اريك ميلر على موقع ItsRugby.co.uk (الإنجليزية)